# 虎槍營總統大臣
虎槍營總統大臣，或稱管理虎槍營事務大臣，為清朝設置管理並統轄虎槍營官兵的八旗系統特派職官，員額不定，由皇帝於王、公、御前大臣、領侍衛內大臣內特簡兼充。

## 建置
康熙二十三年（1684年），組建虎槍營，並簡王公大臣，即虎槍營總統大臣，執掌總理虎槍營全部政令、教訓、督練、值班扈從，遴選上三旗專精騎射的滿洲士兵分入營，定期演習、試驗，皇帝巡幸或圍獵時組織前導、隨扈、巡哨、搜山。
總統大臣下轄虎槍營總領、虎槍校、委署虎槍校、筆帖式等職官。
乾隆三年（1738年），鑄頒虎槍營關防，以總統大臣掌管印信。